# Гердана
Гердана (рум. Gherdana) — село у повіті Бакеу в Румунії. Входить до складу комуни Тетерешть.
Село розташоване на відстані 220 км на північ від Бухареста, 39 км на південний схід від Бакеу, 103 км на південь від Ясс, 114 км на північний захід від Галаца, 139 км на північний схід від Брашова.

## Населення
За даними перепису населення 2002 року у селі проживали 397 осіб, усі — румуни. Усі жителі села рідною мовою назвали румунську.